# India en los Juegos Paralímpicos de Nueva York y Stoke Mandeville 1984
India estuvo representada en los Juegos Paralímpicos de Nueva York y Stoke Mandeville 1984 por cinco deportistas masculinos.

## Medallistas
El equipo paralímpico indio obtuvo las siguientes medallas:
| Nombre              | Deporte   | Evento                |
| ------------------- | --------- | --------------------- |
| Oro                 |           |                       |
| —                   |           |                       |
| Plata               |           |                       |
| Bhimrao Kesarkar    | Atletismo | Jabalina L6 masculino |
| Joginder Singh Bedi | Atletismo | Peso L6 masculino     |
| Bronce              |           |                       |
| Joginder Singh Bedi | Atletismo | Disco L6 masculino    |
| Joginder Singh Bedi | Atletismo | Jabalina L6 masculino |